# Pyrausta paghmanalis
Pyrausta paghmanalis là một loài bướm đêm trong họ Crambidae.